# Eugen Günther
Eugen Günther (geboren 1. April 1878 in Hohenasperg; gestorben 12. Dezember 1963 in Wien) war ein deutscher Schauspieler. 

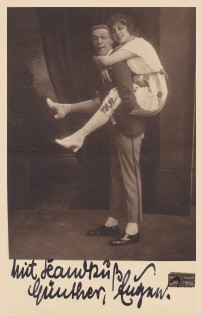
Wilhelm Willinger: Eugen Günther

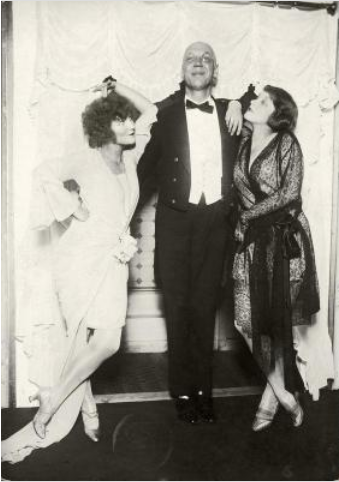
Dore Aldor, Eugen Günther und Marlene Dietrich in Wenn man zu dritt (1927)

## Leben
Eugen Günther arbeitete am Theater und spielte 1921 in seinem ersten Stummfilm Kleider machen Leute eine Nebenrolle. 1927 spielte er mit Dore Aldor und Marlene Dietrich in der Operette Wenn man zu dritt. . .  von Pierre und Serge Beber in den Wiener Kammerspielen.
Günther stand 1944 in der Gottbegnadeten-Liste (Filmliste) des Reichsministeriums für Volksaufklärung und Propaganda.

## Filmografie (Auswahl)
- 1921: Kleider machen Leute
- 1924: Max, der Zirkuskönig
- 1926: Der Balletterzherzog
- 1926: Frau Sopherl vom Naschmarkt
- 1927: Die Strecke
- 1928: Liebe im Mai
- 1928: Glück bei Frauen
- 1929: General Babka
- 1929: Der Onkel aus Sumatra
- 1931: Purpur und Waschblau
- 1931: Die Blumenfrau von Lindenau
- 1932: Die Gräfin von Monte Christo
- 1933: Wenn du jung bist, gehört dir die Welt
- 1936: Der Wilddieb
- 1936: Romanze
- 1936: Glückskinder
- 1936: Die Frau des anderen
- 1936: Lumpacivagabundus
- 1938/47: Altes Herz geht auf die Reise
- 1940: Sieben Jahre Pech
- 1953: Ich und meine Frau